# 腹帶棘鰻鯰
腹帶棘鰻鯰，為輻鰭魚綱鯰形目蝌蚪鯰科的其中一種，為熱帶淡水魚類，分布於南美洲馬拉開波湖流域，體長可達2.7公分，棲息在底層水域，生活習性不明。